# Nueva York (Loreto)
Nueva York es una localidad peruana perteneciente al distrito de Nauta, dentro de la provincia de Loreto, en el centro del departamento homónimo.

## Descripción
Nueva York es una comunidad de amerindios que viven a base de pesca y caza, la calidad de vida es bajo, por lo que ONG católicas suelen asistir a la localidad para obsequiar materiales como donativos.
La localidad está separada mínimamente de la localidad de Miraflores, por lo que muchas veces son tratados como uno solo, ambos pueblos en conjunto tienen 2,000 habitantes.

## Incursiones de paramilitares
Nueva York comenzó a ser conocido porque constantemente es atacado por presuntos remanentes del Partido Comunista del Perú-Sendero Luminoso, presumiblemente el Militarizado Partido Comunista del Perú, las principales incursiones se desarrollaron en 2012 y 2015, siendo el primero uno de los más graves que dejó dos fallecidos y el pueblo destruido.